# 采蒂納河

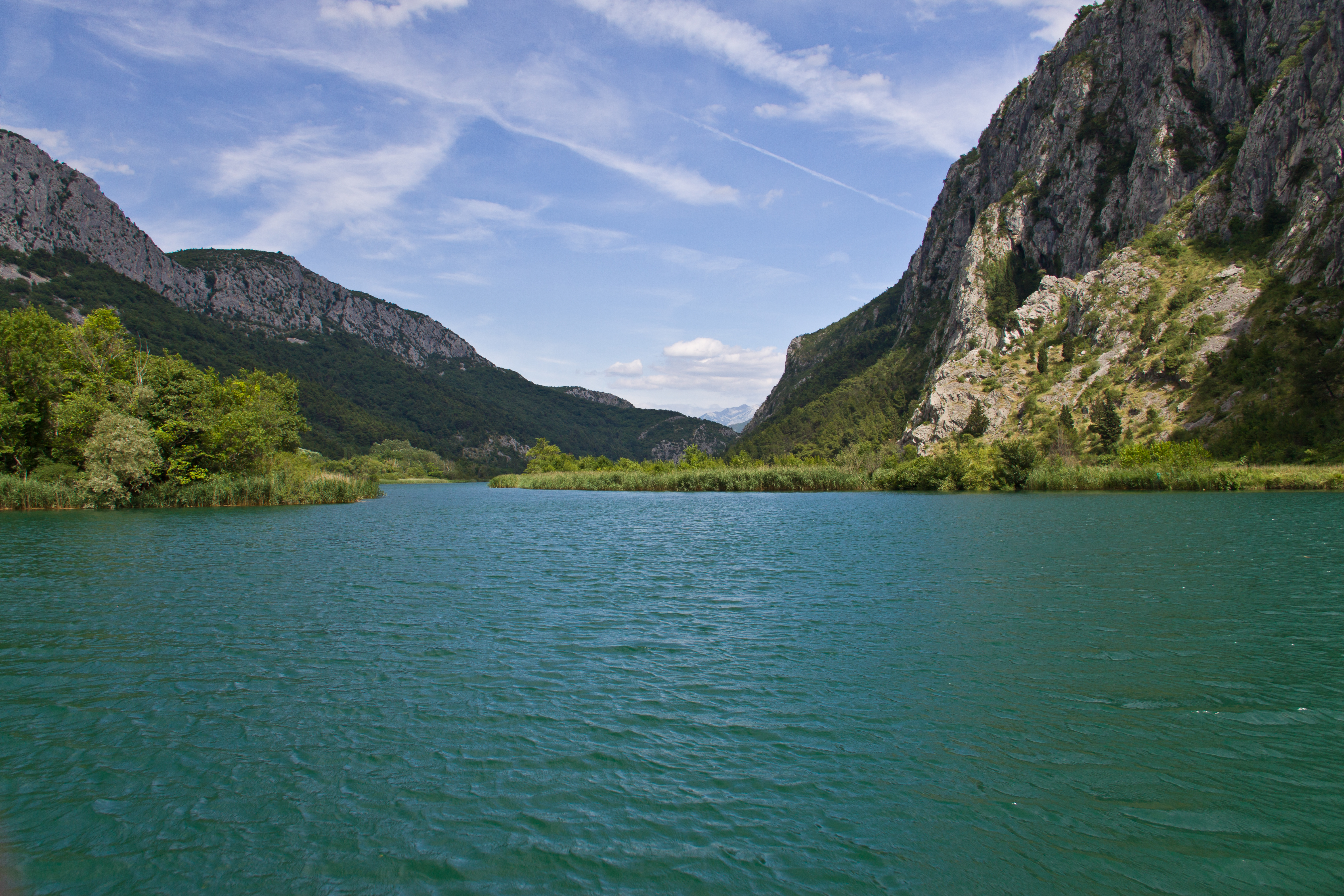

采蒂納河是克羅地亞的河流，位於該國南部，河道全長101公里，流域面積1,463平方公里，最終注入亞得里亞海，河道上有多座水力發電站，河畔城鎮有特里利。

## 參看
- 塞蒂纳河泉

43°26′N 16°41′E / 43.433°N 16.683°E